# Lëtzebuerg City Museum

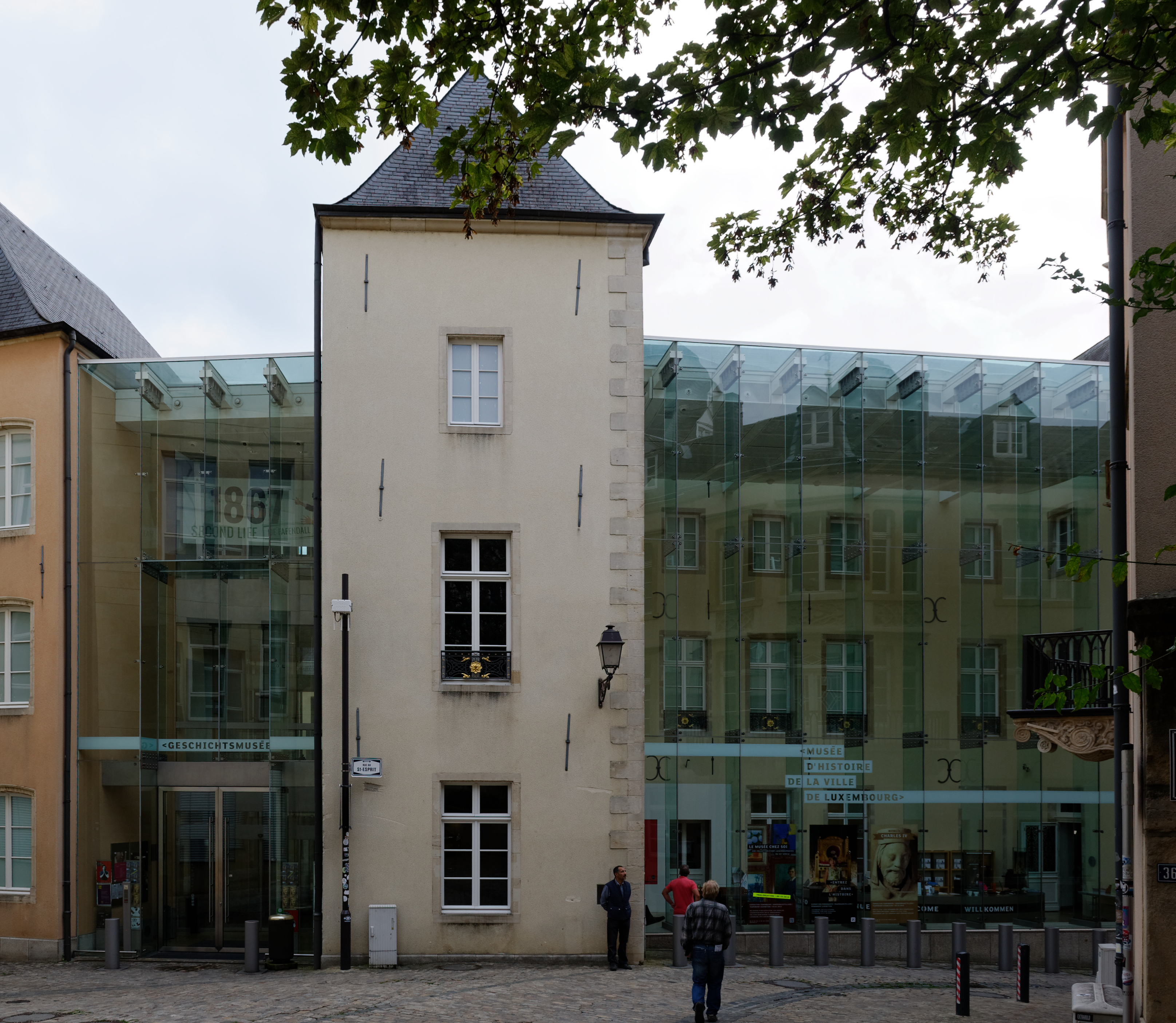
Het museum

Het Lëtzebuerg City Museum (tot 2017: Musée d'Histoire de la Ville de Luxembourg) is een museum in Luxemburg.
De geschiedenis van de stad wordt belicht in dit museum, samengesteld uit vier herenhuizen uit de 17e tot 19e eeuw. Aan de hand van moderne interactieve technieken in combinatie met oude voorwerpen en informatieborden, kan men van alles te weten komen over het stadsverleden. Een grote glazen lift brengt bezoekers naar de zes niveaus van het museum, die langs 1000 jaar geschiedenis leiden.